# Comté de Steuben (New York)
Pour les articles homonymes, voir Comté de Steuben.
Le comté de Steuben (en anglais : Steuben County) est l'un des 62 comtés de l'État de New York, aux États-Unis. Le siège du comté est Bath.

## Comtés adjacents
- Comté d'Ontario, au nord
- Comté de Livingston, au nord-ouest
- Comté d'Allegany, à l'ouest
- Comté de Chemung, au sud-est
- Comté de Schuyler, à l'est
- Comté de Yates, au nord-est

## Population
La population du comté s'élevait à 93 584 habitants au recensement de 2020.
| Groupe                           | Comté de Steuben | New York | États-Unis |
| -------------------------------- | ---------------- | -------- | ---------- |
| Blancs                           | 95,3             | 66,8     | 72,4       |
| Afro-Américains                  | 1,6              | 15,9     | 12,6       |
| Métis                            | 1,4              | 3,0      | 2,9        |
| Asiatiques                       | 1,2              | 7,3      | 4,8        |
| Amérindiens                      | 0,2              | 0,6      | 0,9        |
| Autres                           | 0,3              | 7,5      | 6,4        |
| Total                            | 100              | 100      | 100        |
|                                  |                  |          |            |
| Hispaniques et Latino-Américains | 1,4              | 17,6     | 16,7       |